# Virus de l'estomatitis vesicular
El virus de l'estomatitis vesicular o VSV (de l'anglès vesicular stomatitis virus) és un virus d'ARN de la família Rhabdoviridae, gènere vesiculovirus. Pertany a la mateixa família que el virus de la ràbia.
Pot infectar insectes, bestiar, cavalls i porcs. És de gran importància per als ramaders, ja que en infectar el bestiar, la seva presentació clínica és idèntica al virus de la febre aftosa. Hi ha dos serotips diferents: VSV-New Jersey (VS-NJ) i VSV-Indiana (VS-IN). La malaltia és de declaració obligatòria a l'Organització Mundial de Sanitat Animal.
Tot i que els anticossos s'han trobat en moltes espècies de mamífers i aus, no hi ha signes clínics. La malaltia és zoonòtica i deriva en els éssers humans a una afecció semblant a la de la grip. En el laboratori s'utilitza per estudiar les propietats dels virus de la família Rhabdoviridae, així com per examinar-ne l'evolució viral.

## Història
Va ser reconeguda com a entitat clínica l'any 1884, després d'uns brots apareguts i descrits al sud del continent africà que varen afectar cavalls i mules, i que propagaren el brot a altres zones del continent. Es varen tornar a repetir l'any 1897 al mateix continent, ara afectant ja a bestiar boví en granges. Es creu que al voltant de l'any 1900 la malaltia va deixar de manifestar-s'hi. Prop de l'any 1916 es van descriure els primers casos als EUA.
El virus va ser descrit per primera vegada per Olistky l'any 1926. Un any més tard, Cotton va fer l'etologia del virus i en fixà dos serotipus amb genètiques diverses: el virus de l'estomatitis vesicular - New Jersey (NJ) i el virus de l'estomatitis vesicular - Indiana (IND).
L'afectació era principalment a l'Amèrica del Nord i, amb menys prevalença, a l'Amèrica Central i l'Amèrica del Sud. Les principals espècies afectades varen ser: èquids -molt importants en aquella època per la funció de transport- i posteriorment el bestiar boví i porcí. També es van descriure els primers casos d'afectació a humans que havien estat en contacte amb els animals infectats. Van generar quadres de característiques gripals que en pocs dies desapareixien sense greus conseqüències.
Dins del grup Indiana (IND) s'han descrit dos nous serotips: Indiana 2, també anomenat Cocal i Indiana 3, també anomenat Alagoas. Cocal i Alaogas són el lloc on van ser catalogats aquests dos nous tipus.
El serotip NJ està restringit a vertebrats, mentre que el IND també es pot trobar en artròpodes. Aquests actuen de vectors i faciliten la transmissió del virus. El serotip Indiana 3 té una major presencia en zones càlides i humides de Sud Amèrica, on destaquen els brots apareguts el 1964 en Brasil a mules utilitzades com a transport en les plantacions de sucre a l'estat d'Alagoas.
El serotip Indiana 2 anomenat Cocal per Junkers va ser aïllat en rates i puces i també localitzat a Amèrica Central i Sud Amèrica.
La majoria d'epidèmies han estat provocades pel serotip New Jersey (NJ) i les més importants als EUA van ser els anys 1925, 1942, 1956 i 1964. Totes van ser provocades pel mateix serotip i molt present en zones i èpoques amb condicions climàtiques d'humitat alta i pluges abundants, coses que en faciliten la propagació i li atorguen major supervivència al medi. Actualment està catalogat com endèmic a Amèrica central en zones càlides i humides, i amb afectació també a la fauna silvestre i als humans.
En Amèrica del Nord amb climes més freds i secs hi ha més presencia del serotip Indiana 1 (IND) provocant brots estacionals a primavera i tardor sobretot en zones del riu Mississipi i muntanyes Rocoses.

## Malaltia de l'estomatitis vesicular

### Agent etiològic

#### Estructura
La partícula vírica presenta una mida 180 nm de longitud i uns 70 nm de diàmetre aproximadament, i es troba en forma de bala, composta per un 74% de proteïnes, 20% de lípids, 3% ARN i 3% de carbohidrats.
Té una cobertura lipídica que conté pics trimètrics de glicoproteïnes d'unió amb una massa de 67 kDa.
A l'interior de la partícula es troba una ribonucleoproteïna (RNP), al nucli del complex genòmic ARN, que esta associada amb una polimerasa dependent de ARN. El conjunt forma una nucleocàpside helicoïdal.

#### Genoma
El virus té un genoma format per 11.161 nucleòtids i ARN en sentit negatiu. Els extrems contenen 50 trifosfats i 30 hidroxils que no es modifiquen, i es pot destacar que les proteïnes N, P,M, G i L estan codificades per cinc gens.
Una característica dels mononegavirus és que el genoma ARN no està lliure en les cèl·lules infectades perquè és presentat com un complex de ribonucleoproteïnes cobert per la nucleocàpside. Aquest patró associat amb les proteïnes víriques L i P comprèn el nucli competent per a la transcripció necessària per a iniciar el cicle infecciós.

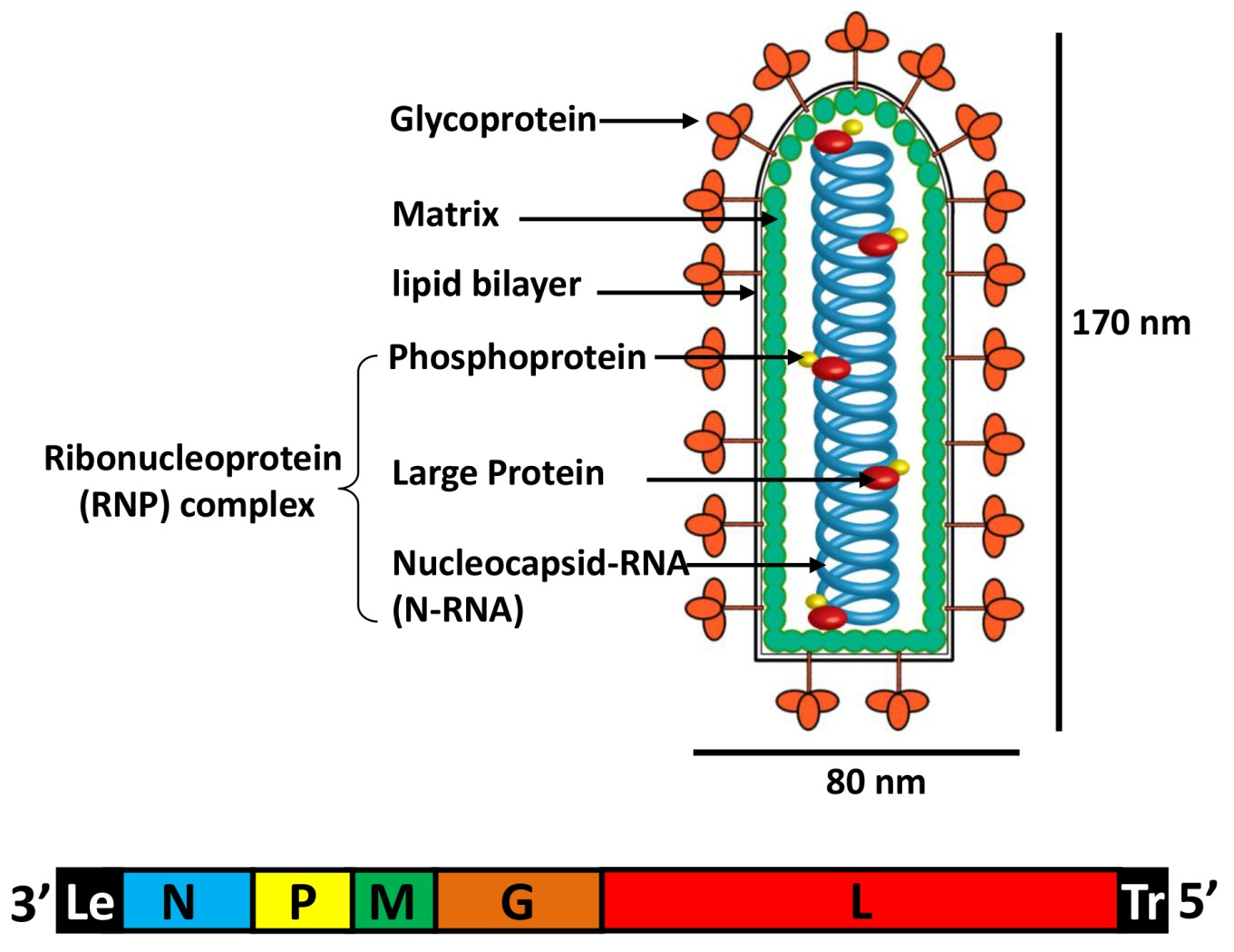
Estructura del virió i organització del genoma del virus de l'estomatitis vesicular (VSV). El seu genoma codifica cinc proteïnes estructurals, anomenades: nucleocàpside (N), fosfoproteïna (P), proteïna de la matriu (M), glicoproteïna (G) i proteïnes grans (L). El genoma del VSV està disposat en l'ordre 3'-(líder), N, P, M, G, L, (tràiler)-5'.

#### Cicle de replicació
- Unió, entrada i lisis

En la unió amb la cèl·lula hoste es troben implicades les glicoproteïnes de la coberta. Com que el virus pot infectar a gairebé totes les cèl·lules en cultiu el receptor ha d'estar àmpliament distribuït o ha d'utilitzar diverses molècules de superfície per a la unió.
S'ha cregut durant força temps que el receptor és la fosfatildilserina (PS), tot i que hi ha estudis que ho desmenteixen.
Després de la unió, la partícula vírica és internalitzada mitjançant endocitosi depenent de clatrina i integrat a un endosoma primari. Aquest endosoma té el pH òptim per a la reacció de 6,2 aproximadament. Aleshores s'allibera el nucli competent per a la transcripció de RNP al citoplasma de la cèl·lula, aquí té un paper important la proteïna M que s'allibera per anar al nucli de la cèl·lula hoste i inhibir-ne l'expressió gènica.

### Patogènia i simptomatologia
El VSV afecta tant a animals com a humans i es considera una zoonosi tot i que no té alta prevalença en humans. Encara que la morbilitat en animals és superior al 90%, la mortalitat és propera a 0. No obstant, s'ha observat una elevada mortalitat en porcs afectats pel serotip NJ.
El virus entra a l'organisme per contacte directe a través de lesions a la mucosa o pell, a través de fòmits contaminants o per picada d'artròpodes com les mosques de la sorra (Phlebotomus, Lutzomyia spp), mosques negres (familia Simuliidae) o mosquits (Aedes spp.); i surt d'ell a través de la saliva o exsudat de les vesícules trencades. El període d'incubació és d'entre 2 i 5 dies i les lesions es curen als 7 - 10 dies post aparició.

#### Estomatitis vesicular en animals
Afecta tant a animals salvatges com el cérvol o mamífers petits; com a animals domèstics com ara èquids, boví, porcí i en menor mesura a oví i caprí.
Un cop el virus entra a l'organisme destrueix les cèl·lules epitelials i provoca edema. A més a més, apareixen vesícules, principalment, a la llengua i mucosa oral però també poden aparèixer a les potes, prepuci i braguer. Aquestes vesícules contenen càrregues molt altes del virus i, per tant, són potencialment infectives. Els primers signes clínics en cavalls i bestiar són ptialisme (hipersalivació) i febre. En canvi, en porcs apareixen primer les coixeses degut a les vesícules a les potes. Aquestes vesícules acaben trencant-se i donen lloc a úlceres que poden patir infeccions bacteriànes secundàries que empitjoren el pronòstic. Aquests simptomatologia provoca dismunució de la ingesta d'aliments i aigua degut a les molèsties que provoquen les vesícules, Com a conseqüència, hi ha pèrdua de pes i reducció de la producció de llet.

#### Estomatitis vesicular en humans
El virus de l'estomatitis vesicular és una zoonosi i afecta principalment a grangers i veterinaris, ja que són els sectors més exposats als animals. Tot i així, és una malaltia amb poca prevalença i per això es considera una zoonosi menor. Els signes clínics són semblants a la grip amb símptomes com la febre, calfreds, debilitat i dolor muscular. En rares ocasions apareixen vesícules en humana.

### Diagnòstic
El període d'incubació del virus de l'estomatitis vesicular dura entre 2 i 8 dies en animals i entre 1 i 6 en humans. En animals el període d'incubació acaba sent d'uns 3-5 dies i en humans, uns 3-4 dies. Tot i així, les vesícules de VSV poden mostrar-se 24 hores després de la inoculació.
Hi ha diverses eines de diagnòstic per a l'estomatitis vesicular. Normalment, es sol basar en l'observació de símptomes típics, aïllament del virus i en la detecció d'anticossos a través de tests serològics o tècniques moleculars.
Diagnòstic clínic
Els símptomes clínics són idèntics a altres malalties vesiculars com la febre aftosa del bestiar (encara que el cavall és resistent a aquesta però susceptible a la VSV), l'exantema vesicular porcí i la malaltia vesicular porcina. Això impedeix la diferenciació clínica entre la VSV i aquestes malalties, sent necessari un diagnòstic al laboratori per a la correcta identificació de l'espècie vírica.
- La incidència pot variar àmpliament entre el bestiar afectat.
- Un 10-15% dels animals afectats pot mostrar signes clínics i solen ser animals adults
- Els cavalls i el bestiar d'edat inferior a 1 any no es solen veure afectats
- Els símptomes consisteixen en una salivació excessiva i vesícules blanques o trencades de mides diferents en la boca.
- En els cavalls, les vesícules i lesions solen trobar-se a la superfície de la llengua, llavis i al voltant dels narius, genives i boca.
- En el bestiar, les vesícules apareixen a la llengua, llavis, paladar dur i genives. Ocasionalment poden aparèixer al voltant del morro i narius.
- En porcs sol aparèixer al morro
- També poden aparèixer lesions a les potes i poden manifestar-se coixeres (sobretot en porcs)

Els animals solen recuperar-se al voltant de les 2 setmanes i pot deixar seqüeles com mastitis en bestiar de llet per infeccions secundàries i coixeres en cavalls i porcs. La morbilitat varia entre un 5 i 70%.

#### Diagnòstic diferencial
La VSV és indistingible de la febre aftosa del bestiar i de la malaltia vesicular porcina i l'exantema vesicular porcí quan només afecta a aquest.
Altres diagnòstics diferencials són:
- Rinotraqueitis infecciosa bovina
- Virus de la diarrea bovina viral
- Febre catarral maligna
- Virus de l'estomatitis papular bovina
- Pesta bovina
- Virus de la llengua blava
- Malaltia epizooòtica hemorràgica
- Pododermatitis infecciosa
- Cremades

#### Diagnòstic laboratorial

##### Aïllament dels virus
L'aïllament del virus es realitza amb mostres com ara hisops de vesícules de la boca, potes o altres zones afectades, el fluid de les vesícules, saliva o bé restes de l'epiteli que recobreix les vesícules.
Les mostres preses s'inoculen en cultius cel·lulars apropiats i el serogrup de virus del VSV causen un efecte citopàtic observable. A més, en l'aïllament del virus podem fer servir tècniques d'immunofluorescència com ara afegir al cultiu cel·lular anticossos, específics per al virus, conjugats amb fluorocroms.
- ELISA sandvitx: és el mètode de diagnòstic més escollit per identificar serotips de VSV
- Test de fixació del complement: menys sensible que el "sandwich" ELISA
- Altres tècniques com la PCR: la PCR s'utilitza per amplificar petites àrees genòmiques del virus de l'estomatitis vesicular

##### Proves serològiques
Els tests serològics més comuns són:
- ELISA competitiu: és el mètode serològic més utilitzat per la detecció i quantificació d'anticossos contra el serogrup de virus de l'estomatitis vesicular.
- Neutralització del virus: també s'utilitza per a la detecció i quantificació d'anticossos específics en la mostra de sèrum
- Fixació del complement: utilitzat sobretot per la quantificació d'anticossos recents, sobretot IgM.

### Tractament
El tractament per l'estomatitis vesicular és només simptomàtic.
- L'administració de coliris bucals o medicaments antiinflamatoris poden ajudar a alleujar el dolor causat per les úlceres bucals.[17]
- Es pot utilitzar substàncies antisèptiques per netejar les ferides de les quartilles o de la boca i evitar infeccions bacterianes secundàries.
- També podem alimentar als animals afectats amb pinsos més tous o mullats perquè l'animal pugui menjar sense tant desconfort.

La malaltia es sol resoldre per ella mateixa al voltant de les dues setmanes des que no hi hagi hagut cap complicació. No obstant, les ferides a la boca poden trigar molt més temps a curar-se i cicatritzar.
Degut a les úlceres, l'animal també està en rics de desenvolupar una infecció bacteriana secundària que pot presentar-se amb febre, inflamació i pus i, per tant, pot ser necessari un tractament amb antibiòtics per a combatre amb la infecció.
VS és una malaltia de notificació obligatòria i una vegada es realitza el diagnòstic l'animal o el ramat haurà de ser aïllat. Aquesta quarantena sol durar 30 dies des que l'últim cas s'hagi resolt.

#### Prevenció
Com que els mètodes de transmissió d'aquesta malaltia inclouen contacte directe, indirecte i vectors és important tenir això en compte per a poder prevenir la malaltia. S'ha de fer mesures de seguretat com el maneig correcte dels animals i una bona higiene de les instal·lacions. Per a evitar la dispersió de la malaltia es recomana que cada animal, quan sigui possible, tingui la seva pròpia menjadora, abeurador i equipaments.
Els vectors poden ser una via de transmissió i per això moltes explotacions intenten prevenir-lo, especialment a l'estiu, i s'utilitzen programes de control d'insectes com per exemple insecticides en spray.

#### Vacunació
En alguns països hi ha vacunes disponibles per aquesta malaltia. No obstant, poques persones decideixen vacunar, ja que les proves serològiques surten positives tant en animals infectats com en animals vacunats.

## Investigació
El virus de l'estomatitis vesicular s'utilitza en molts estudis. Una versió modificada d'aquest virus, amb una mutació de la proteïna M, sembla causar lisi cel·lular oncogènica i està sent estudiat més profundament per a utilitzar-ho com a tractament oncològic.
S'han fet altres modificacions del virus per a atacar les cèl·lules T en pacients infectats per VIH. VEV també s'està utilitzant per a elaborar vacunes contra altres virus com per exemple el de l'Ebola.